# Saleemullah Khan
Saleemullah Khan (en ourdou : سلیم اللہ خان), né en 1921 et mort le 15 janvier 2017, était un théologien islamique pakistanais et ancien président de l'organisation islamique Wifaq ul Madaris Al-Arabia,. Ses étudiants incluent Muhammad Rafi Usmani et Muhammad Taqi Usmani,,. Khan a créé la Jamia Farooqia à Karachi en 1967.

## Éducation et carrière
Saleemullah Khan est né à Muzaffarnagar, en Inde. À partir de 1942, il étudie au Darul Uloom Deoband, institut de formation deobandi. Il y a étudié sous la direction de Hussain Ahmed Madani, Izaz Ali Amrohi et de nombreux autres enseignants. Il a obtenu un Dars-i Nizami en 1947, diplôme traditionnel. Puis il a enseigné dans un séminaire en Inde pendant huit ans avant de décider de migrer au Pakistan. 
Au Pakistan, il a fondé la Jamia Farooqia à Karachi en 1967,. Khan a enseigné à Tando Allahyar, dans la province du Sind, pendant trois ans et aussi au Dar-ul-Uloom de Karachi plus tard.
Il a également été président du Wafaq ul Madaris Al-Arabia (Fédération des séminaires islamiques) du 8 juin 1989 au 15 janvier 2017, pendant plus de 27 ans,,.

## Œuvres littéraires
Dans une fatwa, le Darul Uloom Deoband a jugé le commentaire en 16 volumes de Saleemullah Khan du Sahih al-Bukhari intitulé Kashaful Baari comme l'un des meilleurs commentaires.

## Mort et héritage
Khan est décédé le dimanche 15 janvier 2017 à Karachi. Sa prière funéraire a été exécutée deux fois en présence de Muhammad Taqi Uthmani, Tariq Jamil et Muhammad Ahmed Ludhianvi. Son fils, Muhammad Adil Khan, a été assassiné le 10 octobre 2020.